# Troels Rasmussen
Troels Rasmussen (Ebeltoft, 7 aprile 1961) è un ex calciatore danese, di ruolo portiere.

## Carriera

### Club
Dopo aver iniziato nel 1981 con il Vejle BK, nel 1982 fu acquistato dall'Aarhus Gymnastikforening, con cui vinse un campionato di calcio danese e due coppe di Danimarca. Sempre con l'Aarhus mise a segno 11 reti dal dischetto.

### Nazionale
Con la Danimarca vanta 35 presenze. Partecipò ai campionati europei di calcio di Francia 1984 e Germania Ovest 1988 e al campionato del mondo 1986.

## Palmarès
- Campionato danese: 1

1986
- Coppa di Danimarca: 2

1987, 1988